# 平良拳太郎
平良 拳太郎（たいら けんたろう、1995年7月12日 - ）は、沖縄県国頭郡今帰仁村出身のプロ野球選手（投手）。右投右打。横浜DeNAベイスターズ所属。

## 経歴

### プロ入り前
4人きょうだいの3番目として、大自然に囲まれた今帰仁村に生まれた。沖縄県出身者の地域性通り時間にルーズであったが、あくまで時間に遅れるのは私生活だけで、野球関連では絶対に遅刻しなかった。
今帰仁村立今帰仁中学校時代からエースとして活躍。
沖縄県立北山高等学校時代はチームを沖縄県春季大会優勝・2013年春季九州大会8強に導き、センバツ出場の創成館を相手に16奪三振の2安打完封勝ちを収めている。
高校時代は少なくとも1日に10km超の走り込みで体を作った。
2013年のプロ野球ドラフト会議で読売ジャイアンツに5位で指名され、契約金3500万円、年俸540万円で入団した（金額は推定）。背番号は92。担当スカウトは武田康。

### 巨人時代

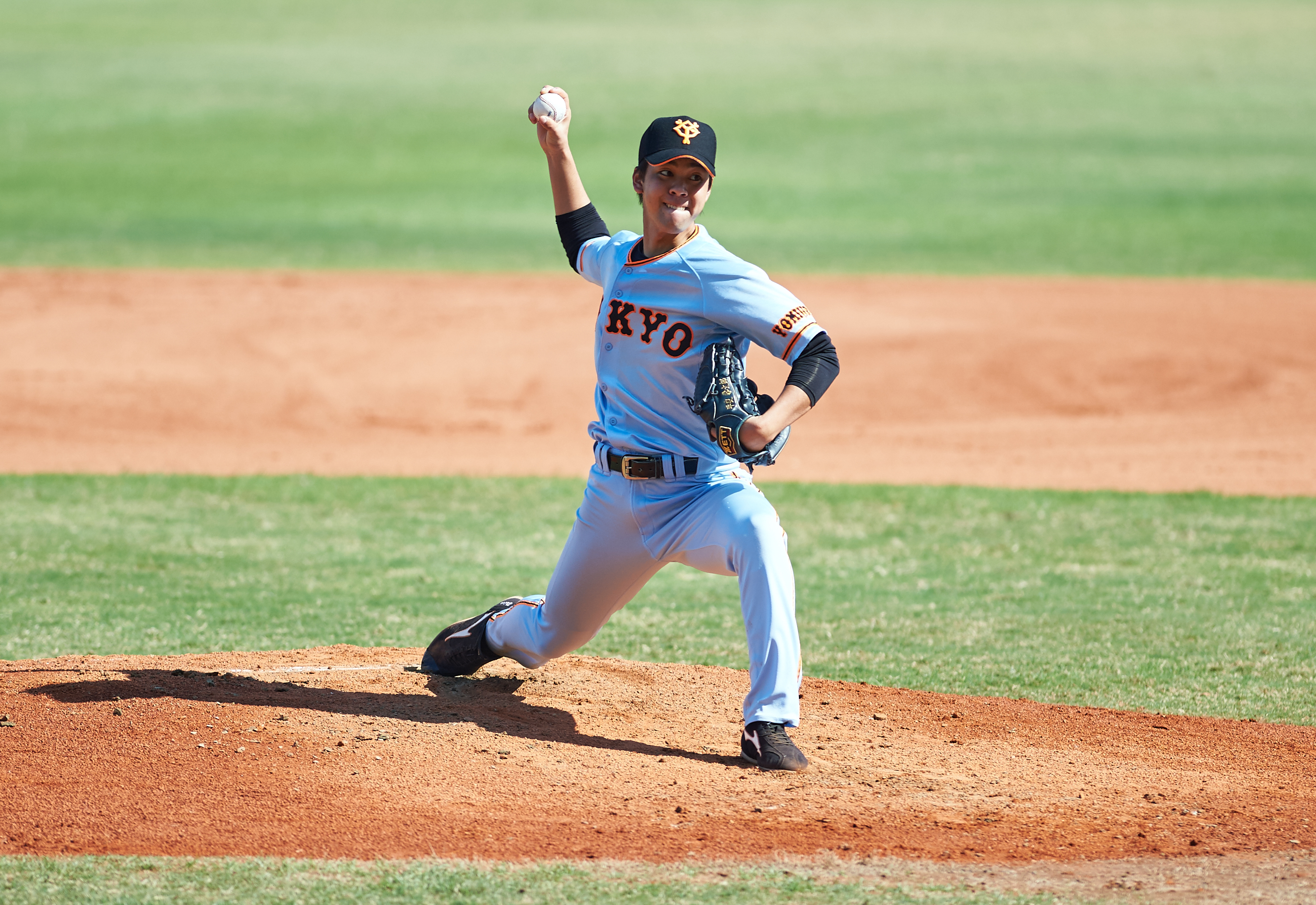
巨人時代（2015年）

2015年、4月28日に同僚の岡本和真、和田恋と共に「侍ジャパン大学日本代表 対 NPB選抜」のNPB選抜に選出されたことが発表された。
2016年、4月7日の対阪神タイガース戦でプロ初登板・初先発。3回までは4者連続三振を奪うなど無失点の好投で、3回裏の初打席ではランディ・メッセンジャーから右前に運んだが、前進守備の右翼手福留孝介が一塁に素早く送球し「ライトゴロ」となった。直後の4回表にはその福留に先制2点本塁打を打たれ、さらにメッセンジャーに2点適時打を打たれるなど4回途中4失点で降板した。オフにはチームメイトの岡本和真・高木勇人と共に、プエルトリコのウインターリーグへ派遣された。12月26日、150万円増となる推定年俸750万円で契約を更改した。

### DeNA時代
2017年、1月5日にFAで巨人へ移籍した山口俊の人的補償として横浜DeNAベイスターズへの移籍が発表された。背番号は59。開幕は二軍スタートだったが、離脱が相次いだ先発ローテーションの穴を埋める形で5月10日に一軍昇格。対中日ドラゴンズ戦に移籍後初登板・初先発し、5回を1失点に抑えてプロ初勝利を手にした。11月24日、現状維持となる推定年俸750万円で契約を更改した。
2018年、キャンプで右膝を負傷して開幕を二軍で迎えたが、シーズン初登板となった5月18日の阪神タイガース戦では5回1失点で初勝利を挙げた。その後も先発ローテーションの一角として13試合に登板し、5勝3敗を記録した。11月21日、550万円増となる推定年俸1300万円で契約を更改した。
2019年も怪我の影響で開幕を二軍で迎えたが、5月29日に一軍登板を果たすと、7月終了までで7試合に先発して防御率1.58と好投を続け、四死球も40イニングを投げて5つしかなかった。しかし、8月に入ると早いイニングから連打されて失点するケースが多くなり、最終的に防御率4.11と悪化した。右の先発としてはシーズンを通して上茶谷大河に次ぐ70イニングを投げた。12月3日、800万円増となる推定年俸2100万円で契約を更改した。
2020年、プロ入り後初めて開幕ローテーション入りを果たし、登板2戦目にシーズン初勝利を挙げた。翌週の東京ヤクルトスワローズ戦でも好投を見せると、防御率は0点台に突入するなどシーズン序盤は好調をキープ。しかし、その後は好投していても打線の援護に恵まれず、また援護をもらっても後続の投手陣が打ち込まれて勝ちを消されるなどの不運が続き、最終的な成績は4勝6敗で負け越しとなった。それでも防御率は2点台前半、QS率も71.4%と、指標的には安定した成績を残した。12月9日、1200万円増となる推定年俸3300万円で契約を更改した。
2021年、開幕ローテーション入りを果たし、3月28日の読売ジャイアンツ戦に先発したが、右肘の異常を訴え6回途中で降板し、翌29日に登録抹消。再調整後の4月8日の中日ドラゴンズ戦後にも異常を訴え再度登録抹消。6月7日に横浜市内の病院で右肘内側側副靱帯再建手術（トミー・ジョン手術）を受けたことが球団から発表された。シーズンオフには自由契約となったが、12月9日に育成選手として再契約した。推定年俸は前年より600万円減となる2700万円で、背番号は059に変更となった。
2022年は、リハビリを経て、前年5月23日の二軍戦以来となる7月中の実戦復帰を予定していたが、7月22日に発熱や頭痛症状を訴え、新型コロナウィルスの陽性判定を受けた。その後、実戦復帰の目処が立ったとして7月30日、 同じく育成選手である宮城滝太と共に支配下選手として登録され、背番号も59になることが球団から発表された。感染症の療養が終了し、8月26日のヤクルトとのイースタン・リーグ公式戦（ヤクルト戸田球場）で実戦復帰登板を果たし、2回を完全に抑え込む投球を見せた。シーズン中の一軍登板はせず、シーズン終了後はみやざきフェニックス・リーグで登板し、リハビリプログラムを終えた。11月21日、700万円減となる推定年俸2000万円で契約を更改した。
2023年は、開幕ローテーション入りを果たし、一軍復帰登板となった4月5日の読売ジャイアンツ戦（横浜）で6回無失点の好投をし、888日ぶりに勝利投手となった。5月23日には東京ドームでの読売ジャイアンツ戦で7回無失点で勝利投手となり、プロ（巨人）に入った時の目標である東京ドームでの勝利を10年かけて叶えた。しかし6月5日の埼玉西武ライオンズ戦（横浜）で3回4失点で敗戦投手となり、翌日に登録抹消されて以降は二軍での調整が続き、その後の一軍登板でもなかなか勝ち星がつかなかったが、9月15日の東京ヤクルトスワローズ戦（明治神宮野球場）で7回1失点と好投し、約4か月ぶりの勝利投手となった。この年は故障明けであることを考慮し、中10日前後と間隔を空けての登板が目立った。最終的に11試合に登板し、4勝4敗、防御率3.49の成績で、12月6日には600万円アップの推定年俸2600万円で契約を更改した。
2024年も開幕ローテーション入りを果たし、3月30日、開幕2戦目の広島東洋カープ戦（横浜）に先発登板する。6回まで与四球1のみの無安打投球の快投を見せたが、7回に初安打を打たれると、9回には3安打を打たれて降板となり、プロ入り初完投勝利を逃した。それでも、8回2/3を被安打4、1失点という内容で勝利投手となり、球団にとって24年ぶりとなる本拠地開幕2連勝に貢献した。翌日に登録抹消され、4月6日のイースタン・リーグの巨人戦で調整登板していたところ、右肩の違和感が生じたことで緊急降板した。上半身に負担がかかる投球フォームだったため、リハビリ期間中に下半身を連動させて全身を使うフォームに調整し、6月1日、イースタン・リーグ巨人戦で3番手として実戦復帰登板した。順調に回復し、21日のイースタン・リーグ日本ハム戦では先発して6回完全投球を見せ、27日には一軍に復帰した。同日の巨人戦（横浜）に先発登板し、5回1失点の投球を見せた（後続投手が追い付かれ、勝ち負けつかず）。7月4日の東京ヤクルトスワローズ戦では、9回7安打5奪三振無四球で初完封勝利を挙げた。27日の巨人戦の予告先発となっていたが、試合前の練習中に腰の違和感を訴え、急遽登板を回避した。腰椎椎間板ヘルニアとの診断を受け、翌日に登録抹消となった。最終的に2度の離脱が響いて4試合の登板に留まり、2勝0敗、防御率1.21という成績でシーズンを終え、11月19日には現状維持の推定年俸2600万円で契約を更改した。

## 選手としての特徴
長い手足と柔軟性を生かしたトルネード気味の変則サイドスローから、最速148km/h・平均140km/h前後のストレートを投げ込む。変化球を低めに集め、打者のバランスを崩し、ゴロを量産する投球が持ち味。球種は130km/h台後半のツーシーム気味のシンカー、カットボール、120km/h台後半のスライダーを巧みに使い分ける。投球の3 - 4割を占めるスライダーには、浮くスライダーと三振を取りに行く落ちるスライダーの2種類がある。

## 詳細情報

### 年度別投手成績
| 年 度     | 球 団     | 登 板 | 先 発 | 完 投 | 完 封 | 無 四 球 | 勝 利 | 敗 戦 | セ 丨 ブ | ホ 丨 ル ド | 勝 率 | 打 者 | 投 球 回 | 被 安 打 | 被 本 塁 打 | 与 四 球 | 敬 遠 | 与 死 球 | 奪 三 振 | 暴 投 | ボ 丨 ク | 失 点 | 自 責 点 | 防 御 率 | W H I P |
| --------- | --------- | ----- | ----- | ----- | ----- | -------- | ----- | ----- | -------- | ----------- | ----- | ----- | -------- | -------- | ----------- | -------- | ----- | -------- | -------- | ----- | -------- | ----- | -------- | -------- | ------- |
| 2016      | 巨人      | 1     | 1     | 0     | 0     | 0        | 0     | 1     | 0        | 0           | .000  | 18    | 3.2      | 4        | 1           | 3        | 0     | 0        | 4        | 0     | 0        | 4     | 4        | 9.82     | 1.91    |
| 2017      | DeNA      | 4     | 4     | 0     | 0     | 0        | 1     | 3     | 0        | 0           | .250  | 71    | 14.0     | 21       | 4           | 9        | 0     | 1        | 6        | 0     | 0        | 16    | 11       | 7.07     | 2.14    |
| 2018      | DeNA      | 13    | 13    | 0     | 0     | 0        | 5     | 3     | 0        | 0           | .625  | 284   | 67.0     | 65       | 9           | 29       | 2     | 0        | 53       | 2     | 0        | 29    | 26       | 3.49     | 1.40    |
| 2019      | DeNA      | 15    | 14    | 0     | 0     | 0        | 5     | 6     | 0        | 0           | .455  | 289   | 70.0     | 68       | 9           | 17       | 2     | 0        | 55       | 0     | 1        | 34    | 32       | 4.11     | 1.21    |
| 2020      | DeNA      | 14    | 14    | 1     | 0     | 0        | 4     | 6     | 0        | 0           | .400  | 335   | 83.1     | 75       | 3           | 17       | 2     | 2        | 65       | 0     | 0        | 24    | 21       | 2.27     | 1.10    |
| 2021      | DeNA      | 2     | 2     | 0     | 0     | 0        | 0     | 0     | 0        | 0           | ----  | 39    | 10.0     | 6        | 0           | 3        | 0     | 0        | 6        | 0     | 0        | 1     | 1        | 0.90     | 0.90    |
| 2023      | DeNA      | 11    | 11    | 0     | 0     | 0        | 4     | 4     | 0        | 0           | .500  | 246   | 59.1     | 58       | 5           | 13       | 2     | 0        | 61       | 1     | 0        | 23    | 23       | 3.49     | 1.20    |
| 2024      | DeNA      | 4     | 4     | 1     | 1     | 1        | 2     | 0     | 0        | 0           | 1.000 | 108   | 29.2     | 24       | 1           | 2        | 0     | 0        | 22       | 0     | 0        | 4     | 4        | 1.21     | 0.88    |
| 通算：8年 | 通算：8年 | 64    | 63    | 2     | 1     | 1        | 21    | 23    | 0        | 0           | .477  | 1390  | 337.0    | 321      | 32          | 93       | 8     | 3        | 272      | 3     | 1        | 135   | 122      | 3.26     | 1.23    |

- 2024年度シーズン終了時
- 各年度の太字はリーグ最高

### 年度別守備成績
| 年 度 | 球 団 | 投手  | 投手  | 投手  | 投手  | 投手  | 投手     |
| 年 度 | 球 団 | 試 合 | 刺 殺 | 補 殺 | 失 策 | 併 殺 | 守 備 率 |
| ----- | ----- | ----- | ----- | ----- | ----- | ----- | -------- |
| 2016  | 巨人  | 1     | 0     | 0     | 0     | 0     | ----     |
| 2017  | DeNA  | 4     | 0     | 2     | 0     | 0     | 1.000    |
| 2018  | DeNA  | 13    | 6     | 13    | 0     | 1     | 1.000    |
| 2019  | DeNA  | 15    | 3     | 11    | 1     | 1     | .933     |
| 2020  | DeNA  | 14    | 4     | 16    | 0     | 1     | 1.000    |
| 2021  | DeNA  | 2     | 0     | 0     | 0     | 0     | ----     |
| 2023  | DeNA  | 11    | 6     | 8     | 0     | 1     | 1.000    |
| 2024  | DeNA  | 4     | 1     | 6     | 0     | 2     | 1.000    |
| 通算  | 通算  | 64    | 20    | 56    | 1     | 6     | .987     |

- 2024年度シーズン終了時

### 記録
初記録
投手記録
- 初登板・初先発登板：2016年4月7日、対阪神タイガース3回戦（東京ドーム）、3回2/3を4失点で敗戦投手
- 初奪三振：同上、1回表にマット・ヘイグから見逃し三振
- 初勝利・初先発勝利：2017年5月10日、対中日ドラゴンズ8回戦（ナゴヤドーム）、5回を1失点
- 初完投：2020年11月5日、対中日ドラゴンズ24回戦（ナゴヤドーム）、8回2失点で敗戦投手
- 初完投勝利・初完封勝利：2024年7月4日、対東京ヤクルトスワローズ14回戦（横浜スタジアム）、9回無失点無四球5奪三振

打撃記録
- 初打席：2016年4月7日、対阪神タイガース3回戦（東京ドーム）、3回裏にランディ・メッセンジャーから右翼ゴロ
- 初安打：2017年5月10日、対中日ドラゴンズ8回戦（ナゴヤドーム）、4回表に小笠原慎之介から右前安打
- 初犠打：2018年8月7日、対東京ヤクルトスワローズ15回戦（明治神宮野球場）、4回表に小川泰弘から投犠打
- 初打点：2024年3月30日、対広島東洋カープ2回戦（横浜スタジアム）、3回裏に河野佳から右前適時打

### 背番号
- 92（2014年[7] - 2016年）
- 59（2017年[15] - 2021年、2022年7月30日[31] - ）
- 059（2022年[29] - 同年7月29日）

### 登場曲
- 「それでも信じてる」FUNKY MONKEY BABYS（2014年 - 2016年）
- 「ハイサイ！沖縄ぬちゅらかーぎー」伊禮俊一（2017年 - ）